# Christa van Pruisen
Christa Frederieke Alexandrine Victoria Prinzessin von Preußen (Klein-Obisch, 31 oktober 1936), is een prinses uit het voormalige Pruisische koningshuis. Zij is een achterkleindochter van de laatste Duitse Keizer Wilhelm II. Haar ouders zijn prins Wilhelm van Pruisen en Dorothea von Salviati. 
Door de Tweede Wereldoorlog moest de familie vluchten uit Silezië. Von Preußen woonde enkele jaren op Cecilienhof.
Op 24 maart 1960 huwde Von Preußen met Peter Liebes (voluit: Peter Paul Eduard Maria Clemens Maximilian Franz von Assis Liebes), die voortkwam uit het huwelijk tussen Martin Liebes en Clementine Gräfin von Montegelas. Het huwelijk werd gesloten zonder de aanwezigheid van haar familieleden. Het stel ging in Ippendorf wonen en hun woning werd een trefpunt voor diplomaten en politici. Door een gebrek aan inkomsten zat het echtpaar echter in grote financiële problemen. Peter Liebes stierf door zelfmoord op 5 mei 1967. Bij zijn overlijden hadden ze geen kinderen.  
Na haar huwelijk met Peter Liebes is Christa von Preußen niet weer hertrouwd, en ze is altijd kinderloos gebleven. 
In 1978 bezocht Von Preußen vrienden in de Ierse plaats Dalkey. Vlak voor het diner begon, vielen gewapende mannen de woning binnen en bonden de aanwezigen vast. Von Preußen werd hierbij beroofd van haar familiejuwelen, de laatste die de familie nog in bezit had. Enkele maanden later vroeg ze in een brief aan president Patrick Hillery om zijn hulp bij de onderhandelingen met de verzekeringsmaatschappij. De gestolen juwelen zijn niet teruggevonden. De daders waren mogelijk afkomstig van de IRA.
In 2006 verscheen Von Preußen samen met onder anderen haar oudere zuster Felicitas in een documentaire over haar familie, getiteld Kaiser, König, Bürger, waarin ze samen een ronde liepen door haar grootouders' landhuis Cecilienhof in Potsdam.
In 2015 werd het bouwproject Kronprinzengärten in Berlijn voltooid. Op deze locatie stond oorspronkelijk het Kronprinzenpalais waar de ouders van Von Preußen verbleven. Bij de oplevering van het nieuwbouwproject behoorde zij daarom tot de gasten.